# Kyliegh Curran
Kyliegh Curran (Miami, Florida, 10 de diciembre de 2005) es una actriz estadounidense, reconocida principalmente por interpretar el papel de Abra Stone en la película Doctor sueño (2019).

## Carrera
Curran inició su carrera en el teatro, y logró repercusión interpretando el papel de Nala en la producción de Broadway del musical El rey león en 2016. Debutó en el cine en la película independiente de 2017 I Can I Will I Did.
Curran apareció en la película de horror de 2019 Doctor sueño, basada en la novela del mismo nombre de Stephen King. Como protagonista de la cinta junto a Ewan McGregor y Rebecca Ferguson, Curran tuvo que competir con cerca de 900 actrices infantiles para conseguir el papel.

## Filmografía

### Cine
- 2017 - I Can I Will I Did... Lily
- 2019 - Doctor sueño... Abra Stone

### Televisión
- 2020 - Sulphur Springs... Harper

- 2022 - LEGO Star Wars Summer Vacation... Sidero (voz)

- 2023 - La caída de la casa Usher (miniserie)... Lenore

### Teatro
- 2016 - El rey león... Nala